# Spotkanie Szefów Rządów Państw Wspólnoty Narodów 2005
Spotkanie Szefów Rządów Wspólnoty Narodów 2005 (ang. Commonwealth Heads of Government Meeting 2005) było dziewiętnastym spotkaniem szefów rządów państw Wspólnoty Narodów. Konferencja odbyła się w dniach od 25 do 27 listopada 2005 w Valletcie na Malcie. Jej gospodarzem był ówczesny premier Lawrence Gonzi.
Malta jest najmniejszym krajem, który kiedykolwiek gościł Commonwealth Heads of Government Meeting, co zobligowało kraj do dużego wysiłku. Niemniej jednak wydarzenie przebiegło gładko, naznaczone wizytą zarówno królowej Elżbiety II, przywódcy Wspólnoty Narodów, jak i brytyjskiego lotniskowca HMS „Illustrious”.

## Ministerialna grupa działania Wspólnoty Narodów
Ministerialna grupa działania Wspólnoty Narodów (CMAG) mocno skrytykowała stanowisko zajmowane przez prezydenta Pakistanu Perveza Musharrafa i przezwyciężyła opozycję Pakistanu, aby zadeklarować, że zajmowanie przez niego dwóch stanowisk, prezydenta i szefa sztabu armii, jest „niezgodne z podstawowymi zasadami demokracji i duchem zasad Wspólnoty Harare” i „dopóki te dwa urzędy nie zostaną oddzielone, proces demokratyzacji nie będzie nieodwracalny".
Komentatorzy i media zwróciły uwagę na brak dyskusji na temat Ugandy, w którym to kraju lider opozycji Kizza Besigye został aresztowany kilka dni przed CHOGM i dwa miesiące przed pierwszymi wyborami wielopartyjnymi w kraju od czasu objęcia władzy przez Yoweri Museveni w 1986. Kampala, stolicy Ugandy, już była zaangażowana w organizację CHOGM 2007, a przywódcy Wspólnoty Narodów mieli pełną świadomość, że zorganizowanie spotkania głów rządów państw Wspólnoty w kraju, który został uznany za niedemokratyczny, źle wpłynęłoby na Sekretariat Wspólnoty Narodów i podważyłoby zaangażowanie Wspólnoty Narodów w przestrzeganie praw człowieka i dobry sposób rządzenia.
Członkostwo w Ministerialnej Grupie Działania zmieniło się ponownie, Malezja, Papua-Nowa Gwinea, Saint Lucia i Wielka Brytania dołączyły do niej, zaś Bahamy, Indie, Samoa i Nigeria opuściły. 